# سيد أباد (راز)
سيد أباد (بالفارسية: سیدآباد) هي قرية تقع في إيران في قسم راز الريفي. يقدر عدد سكانها بـ 0 نسمة بحسب إحصاء 2016.